# Sielec (powiat buski)
Sielec – wieś w Polsce położona w województwie świętokrzyskim, w powiecie buskim, w gminie Wiślica.
| SIMC    | Nazwa            | Rodzaj    |
| ------- | ---------------- | --------- |
| 0277322 | Sielec Rządowy   | część wsi |
| 0277339 | Sielec Szpitalny | część wsi |

W latach 1975–1998 miejscowość należała administracyjnie do województwa kieleckiego.
Wieś zamieszkuje obecnie 114 osób. Kiedyś istniał podział na Sielec Rządowy i Szpitalny. Przez osadę płynie rzeka Nida, która jest miejscem campingowym dla turystów z całej Polski.
Sielec znajduje się na terenie Nadnidziańskiego Parku Krajobrazowego, sąsiaduje bezpośrednio z: Wiślicą, Kobylnikami, Jurkowem Koniecmostami Gorysławicami
Osada znajduje się około 5 km od Wiślicy, 13 km od Buska Zdroju, 65 km od Kielc